# 鹗

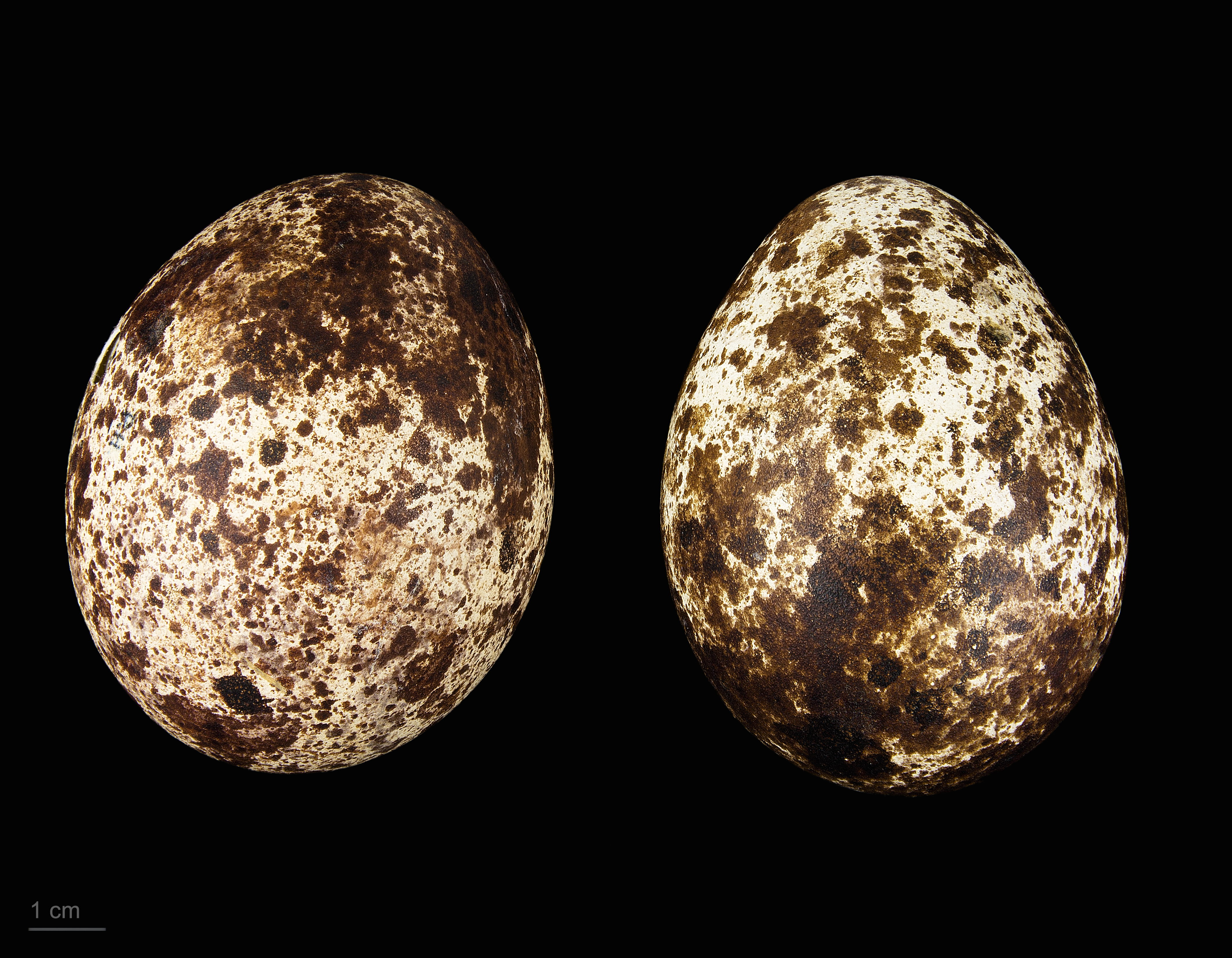
卵 Pandion haliaetus

鹗又名䲹、鶚、王鴡、雎鳩、西部鱼鹰，是一种昼行、善于捕鱼的猛禽，广泛分布于世界各地。其体型较大，长约60厘米，翼展达180厘米。上身呈棕色，头部及下身主要呈灰色。鹗属于鹗科的唯一一属鹗属，是该科现存的唯一物种。
鹗可以适应多种栖息环境，并可于食物充足的情况下于水域周围任何地点筑巢。鹗栖息于除了南极洲以外的所有大陆。然而鹗在南美仅是迁徙鸟，并不在当地进行哺育。
正如其名“鱼鹰”所示，鹗几乎仅从鱼类中获取食物。它拥有一些特别的身体特征和行为以帮助它在狩猎中捕获猎物。由于这些特征的缘故，鹗在生物学分类中有自己独特的科、属（鹗科鹗属）。

## 特徵
嘴黑色，頭白色，頂上有黑褐色細縱斑；背部大致暗褐色，尾羽有黑褐色橫斑；腹部為白色，胸部有赤褐色的縱斑。飛行時，雙翼呈狹長型，翼下為白色。

## 習性
鹗主要出現在水庫、湖泊、溪流、河川、魚塘、海邊等水域環境，主要以魚類為食。常在天氣晴朗之日，盤旋於水面上空，定點後俯衝而下，再將捕獲的魚帶至岩石、電桿、樹上等地方享用。

## 分佈
除了南極和北極，亞洲、北美洲等各大洲均有分佈。

## 亚种
- ：分布于古北区；越冬于南非、印度和菲律宾。
- ：分布于加拿大至美国南部；越冬于秘鲁和巴西。
- ：分布于加勒比地区（包括巴哈马、古巴和伯利兹）。
- ：分布于苏拉威西岛和爪哇至新几内亚、澳大利亚和新喀里多尼亚。以前被视为单独的物种東部魚鷹（英语：Eastern Osprey））。[3]

## 生存威脅
近年來由於農藥使用過多，透過食物鏈的關係，導致鹗蛋的蛋殼逐漸變薄，不易孵化。目前各國政府都已規定禁止獵捕鹗。

## 延伸阅读
[在维基数据编辑]
 《欽定古今圖書集成·博物彙編·禽蟲典·鶚部》，出自陈梦雷《古今圖書集成》